# 2543 Machado
A 2543 Machado (ideiglenes jelöléssel 1980 LJ) a Naprendszer kisbolygóövében található aszteroida. Henri Debehogne fedezte fel 1980. június 1-jén.